# Wynand Olivier
Wynand Olivier (Welkom, 11 de junio de 1983) es un exjugador sudafricano de rugby que se desempeñaba como centro. Fue internacional con los Springboks de 2006 a 2014 y se consagró campeón del Mundo en Francia 2007.

## Selección nacional
Jake White lo convocó a los Springboks por primera vez para los test matches de mitad de año 2006, debutando frente al XV del Cardo y disputó su último partido en los test matches de mitad de año 2014 contra los Dragones rojos. En total jugó 38 partidos y marcó 5 puntos, producto de un try.

### Participaciones en Copas del Mundo
Participó de la Copa Mundial de Francia 2007 donde fue suplente de la joven estrella François Steyn y aquí se consagró campeón del Mundo.
| Mundial                       | Sede    | Resultado | PJ | Tries |
| ----------------------------- | ------- | --------- | -- | ----- |
| Copa Mundial de Rugby de 2007 | Francia | Campeón   | 3  | 0     |

## Palmarés
- Campeón de The Rugby Championship de 2009.
- Campeón del Super Rugby de 2007, 2009 y 2010.
- Campeón de la Currie Cup de 2003, 2004 y 2009.